# 서재혁
서재혁(1975년 1월 17일 ~ )은 대한민국의 베이시스트이다. 현재 록 밴드 부활의 베이시스트, 엘컴퍼니 대표이사, 서울호서예술실용전문학교 전임교수로 활동하고 있다. 본관은 이천 서씨

## 부활 활동
부활의 공식 앨범 7, 8, 9, 10, 11, 12, 13집 발표에 이어 최근활동으로 전국콘서트 일정중 발표한 싱글앨범등이 있다.

#### 부활 (1999년 ~ 2006년)
1999년 Cream record와 부활 전속 계약

#### 록 밴드 부활의 베이시스트 (2000년)
1999년 부활 6집 이상 시선 베이시스트 정준교의 뒤를 이어, 부활의 베이시스트로 7집 앨범인 Color으로 부활 활동을 시작하였다.

#### 부활 (2006년 ~ 08년)
2006년 부활 11집 앨범인 사랑에 이어 2007년, 2008년 드라마 OST에 참여하였다.

#### 부활 (2009년)
2009년의 시작으로 02월 부활 스페셜 앨범 부활 25th Song Book 발표, 08월 25th Anniversary: Retrospect I를 발표하였다. 25 Anniversary: Retrospect I의 곡들중 "또다시 사랑이"와 "OZ"의 작사에 참여하는 등 작곡에 참여하였다. 그 후 연말 수상식인 2009 Mnet Asian Music Awards의 록 음악상과 2009 대한민국문화연예대상 가요 부문 10대 가수상을 부활과 함께 수상하였다.

#### 행진 (2010년~현재)
서재혁은 2005년 3월 25th Anniversary: Retrospect II의 발표에 이어 2010 남아공 월드컵 응원 앨범인 The Shouts Of Reds. United Korea에 참여하였다. 2012년 4월 28일 결혼했다.

### 록 밴드 부활
부활은 대한민국 남성 록 그룹으로 1986년도에 결성됐다. 김태원, 서재혁, 채제민, 정동하가 부활의 최근 멤버다. 서재혁은 현재 부활의 베이시스트로 활약 중이다. 최근 부활 정규앨범인 12집 앨범의 이름은 25th Anniversary: Retrospect로 1부, 2부로 나뉘어 발표됐다.
경희대학교 대학원 퍼포밍아트학과 (석사)
경복대학교 겸임교수, 백석예술대학, 백석콘서바토리 출강
영화음악, 광고음악, 드라마 음악 작곡
영화 : 사요나라 이츠카(음악감독), 《내머릿속 지우개》, 《비열한 거리》(홍보곡)
광고 : 유니레버 'Clear'(음악감독), 포스코 '송도사옥'(음악감독)
드라마 : 《위대한 유산》, 《마녀유희》외 다수
뮤지컬 : 《헤드윅》, 《올 슉 업》, 《햄릿》, 《미녀는 괴로워》외 다수 연주
프로젝트 팀 결성 활동('Jackpot', 'Little wing'...)

## 음반

#### 부활/서재혁 정규앨범
| 앨범명                         | 타이틀 곡            | 발매일           | 레이블             |
| Color                          | "안녕"               | 2000년 12월 28일 | Cream record       |
| 새, 벽                         | "Never Ending Story" | 2002년 8월 31일  | 에스엠엔터테인먼트 |
| Over The Rainbow               | "아름다운 사실"      | 2003년 12월 19일 | 씨제이이앤엠       |
| 서정                           | "서정"               | 2005년 7월 6일   | 엠넷미디어         |
| 사랑                           | "사랑"               | 2006년 12월 1일  | 케이티뮤직         |
| 25th Anniversary: Retrospect I | "생각이나"           | 2009년 8월 14일  | 케이티뮤직         |
| Purple Wave                    | "차갑다"             | 2012년 6월 8일   | 케이티뮤직         |

#### 부활/서재혁 비정규앨범
| 앨범명                                    | 서재혁 베이스/타이틀곡                          | 발매일          | 레이블          |
| 프로젝트 팀 'Not2b' indie power 2002 앨범 | ""                                              | 2002년 월 일    | Rock record     |
| Guitar Zeus KOREA                         | "Days Are Nights "                              | 2002년 8월 17일 | 디패션          |
| Red Devil - Reds Go Together              | "붉은 물결"                                     | 2006년 5월 25일 |                 |
| Live&Unplugged                            | "노을 Unplugged"                                | 2006년 6월 16일 |                 |
| 사랑. 이별. 그리움...                     | "비(悲)"                                        | 2009년 2월 10일 | 다이렉트미디어  |
| Return Zero                               | "애벌레"                                        | 2009년 5월 21일 | 소리바다 미디어 |
| The Shouts Of Reds. United Korea          | "태양은 있다"                                   | 2010년 3월 4일  | 케이티뮤직      |
| 부활 사랑해서 사랑해서                    | "사랑해서 사랑해서"                             | 2010년 9월 7일  | 케이티뮤직      |
| 그때가 지금이라면                         | "그때가 지금이라면"                             | 2011년 3월 29일 | 네오위즈인터넷  |
| 부활 Collaboration Project 2              | "누구나 사랑을 한다 (With. 정단 박완규 이성욱)" | 2011년 4월 7일  | 케이티뮤직      |
| 가슴에 그린 성 (Vision In Mind)           | "가슴에 그린 성 (Vision In Mind)"               | 2011년 7월 4일  | 소니뮤직        |
| 무사 백동수 OST Part.4 (SBS 월화드라마)   | "The Only Road"                                 | 2011년 7월 20일 | 다날            |

#### OST 및 스페셜앨범
2001프로젝트 팀 'Jackpot' 앨범 발매 - C2m music -, 영화 《아이 러브 유》 OST
2003 MBC 대학가요제 음악(대상, 은상 편곡)
2005 백석 예술대학 출강, 뮤지컬 《헤드윅》(앨범발매), '이도와 세계음악' - 국악+클래식 협연
2004 '부활' 중국 싱글 발매 - CJ music -, 영화 《내 머릿속의 지우개》 OST
2004 MBC 대학가요제 음악, NEGA network - publishing 계약 2006 프로젝트 팀 'little wing'결성 활동, '부활' unpluged 앨범(CJ), '부활' 11집 발매 - 신데렐라 ent - 뮤지컬 헤드윅 앵콜
2007 뮤지컬 《All shook up》, 헤드윅 2nd 앵콜, 뮤지컬 《펌프보이즈》, 드라마 《마녀유희》 OST - '그래' (작사, 작곡) 'IF' (작사),
2008 뮤지컬 《햄릿》, 뮤지컬 《Dirty Rotten Scoundrels》, 《헤드윅》 시즌4, 뮤지컬 《굿바이 걸》
2009 영화 - 사요나라 이츠카(음악감독), 뮤지컬 《미녀는 괴로워》, KBS 《박중훈 쇼》 밴드

| ' | "" | 2010년 월 일 | [ 16 ] [ 17 ] [ 20 ] [ 21 ] |

## 수상

### 부활/서재혁 (2009년)
- 2009 Mnet Asian Music Awards 록 음악상 수상 (부활 11월 21일)[10]
- 2009 대한민국문화연예대상 가요 부문 10대 가수상 수상 (부활 11월 30일)[11]